# Acrophorus
Acrophorus es un género de helechos perteneciente a la familia  Dryopteridaceae, Comprende 26 especies descritas y de estas, solo 7 aceptadas.

## Taxonomía
El género fue descrito por Karel Presl y publicado en Journal of Botany, British and Foreign 66: 141. 1928. La especie tipo es: Acrophorus nodosus C. Presl.

## Especies aceptadas
A continuación se brinda un listado de las especies del género Acrophorus aceptadas hasta noviembre de 2014, ordenadas alfabéticamente. Para cada una se indica el nombre binomial seguido del autor, abreviado según las convenciones y usos.
- Acrophorus cuneifolius (C. Presl) T. Moore
- Acrophorus diacalpioides Ching & S.H. Wu
- Acrophorus dissectus Ching
- Acrophorus emeiensis Ching
- Acrophorus exstipellatus Ching & S.H. Wu
- Acrophorus macrocarpus Ching & S.H. Wu
- Acrophorus membranulosa (Wall.) Wall. ex Bedd.